# Wahlbezirk Böhmen 57
Der Wahlbezirk Böhmen 57 war ein Wahlkreis für die Wahlen zum Abgeordnetenhaus im österreichischen Kronland Böhmen. Der Wahlbezirk wurde 1907 mit der Einführung der Reichsratswahlordnung geschaffen und bestand bis zum Zusammenbruch der Habsburgermonarchie.

## Geschichte
Nachdem der Reichsrat im Herbst 1906 das allgemeine, gleiche, geheime und direkte Männerwahlrecht beschlossen hatte, wurde mit 26. Jänner 1907 die große Wahlrechtsreform durch Sanktionierung von Kaiser Franz Joseph I. gültig. Mit der neuen Reichsratswahlordnung schuf man insgesamt 516 Wahlbezirke, wobei mit Ausnahme Galiziens in jedem Wahlbezirk ein Abgeordneter im Zuge der Reichsratswahl gewählt wurde. Der Abgeordnete musste sich dabei im ersten Wahlgang oder in einer Stichwahl mit absoluter Mehrheit durchsetzen. Der Wahlkreis Böhmen 57 umfasste die Gerichtsbezirke Kolin, Kauřim und Schwarzkosteletz.
Aus der Reichsratswahl 1907 ging aus dem ersten Wahlgang der Agrarier Josef Špaček als Sieger hervor. Bei der Reichsratswahl 1911 konnte Špaček sein Mandat verteidigen.

## Wahlergebnisse

### Reichsratswahl 1907
Die Reichsratswahl 1907 wurde am 14. Mai 1907 (erster Wahlgang) sowie am 23. Mai 1907 (Stichwahl) durchgeführt.

#### Erster Wahlgang
| Kandidat                                                                       | Partei                                  | Wahlkreis- stimmen | Prozent |
| ------------------------------------------------------------------------------ | --------------------------------------- | ------------------ | ------- |
| Jan Spicer                                                                     | Tschechische Sozialdemokratische Partei | 4952               | 43,9 %  |
| Josef Špaček                                                                   | Tschechische Agrarpartei                | 3351               | 29,7 %  |
| Jan Jelínek                                                                    | Agrarier                                | 1035               | 9,2 %   |
| Edvard Seplavy                                                                 | Tschechisch national-soziale Partei     | 945                | 8,3 %   |
| Alois Kryf                                                                     | Jungtschechen                           | 940                | 8,3 %   |
|                                                                                | Sonstige Parteien                       | 64                 | 0,5 %   |
| Wahlberechtigte: 12.622, Ungültige/Leere Stimmen: 166, Wahlbeteiligung: 90,7 % |                                         |                    |         |

#### Stichwahl
| Kandidat                                                                       | Partei                                  | Wahlkreis- stimmen | Prozent |
| ------------------------------------------------------------------------------ | --------------------------------------- | ------------------ | ------- |
| Josef Špaček                                                                   | Tschechische Agrarpartei                | 6577               | 59,2 %  |
| Jan Spicer                                                                     | Tschechische Sozialdemokratische Partei | 4539               | 40,8 %  |
| Wahlberechtigte: 12.622, Ungültige/Leere Stimmen: 123, Wahlbeteiligung: 89,0 % |                                         |                    |         |

### Reichsratswahl 1911
Die Reichsratswahl 1911 wurde am 13. Juni 1911  sowie am 20. Juni 1911 (Stichwahl) durchgeführt.

#### Erster Wahlgang
| Kandidat                                                                       | Partei                                  | Wahlkreis- stimmen | Prozent |
| ------------------------------------------------------------------------------ | --------------------------------------- | ------------------ | ------- |
| Josef Špaček                                                                   | Tschechische Agrarpartei                | 5514               | 49,1 %  |
| Josef Nosek                                                                    | Tschechische Sozialdemokratische Partei | 4656               | 41,5 %  |
| Bohumír Dvořák                                                                 | Tschechische Christlichsoziale Partei   | 1027               | 9,2 %   |
|                                                                                | Sonstige Parteien                       | 26                 | 0,2 %   |
| Wahlberechtigte: 13.241, Ungültige/Leere Stimmen: 192, Wahlbeteiligung: 86,2 % |                                         |                    |         |

#### Stichwahl
| Kandidat                                                                       | Partei                                  | Wahlkreis- stimmen | Prozent |
| ------------------------------------------------------------------------------ | --------------------------------------- | ------------------ | ------- |
| Josef Špaček                                                                   | Tschechische Agrarpartei                | 6264               | 58,4 %  |
| Josef Nosek                                                                    | Tschechische Sozialdemokratische Partei | 4458               | 41,6 %  |
| Wahlberechtigte: 13.241, Ungültige/Leere Stimmen: 129, Wahlbeteiligung: 82,0 % |                                         |                    |         |